# Pierre Ferret (1877-1949)
Pour les articles homonymes, voir Pierre Ferret et Ferret.
Cet article possède un paronyme, voir Pierre Perret.
Pierre Ferret, né le 30 avril 1877 à Bordeaux et mort le 10 janvier 1949 dans la même ville, était un architecte français.

## Biographie
Fils d'un entrepreneur bordelais, il fut l'élève dès 16 ans (1893) de Louis Labbé à la section architecture de l'école municipale des Beaux-Arts de Bordeaux. En 1896, il réussit le concours d'entrée à l'école nationale supérieure des Beaux-Arts de Paris (la prestigieuse ENSBA). Il rentre dans l'atelier de Jean-Louis Pascal et obtient son diplôme d'architecte DPLG en 1900.
Collaborateur d'Albert Tournaire, il participe à la construction de la villa Arnaga à Cambo-le-Bains (1903-1906) et se fixe à Bordeaux en 1904 comme professeur d'architecture à l'école municipale des Beaux-Arts. Prenant la suite de Louis Labbé, décédé en décembre 1905, il est nommé chef d'atelier et directeur des études.
En 1928, il fonde l'école régionale d'architecture dont il assume la direction, tout en restant chef de l'atelier de l'école municipale de Beaux-Arts, jusqu'en 1942. À cette date, Pierre Ferret touché par la maladie quitte sa fonction d'enseignant et c'est son fils Claude qui prend la relève au poste de direction.
Il a été l'ami de Cyprien Alfred-Duprat (1876-1933) et avec Raoul Jourde (1889-1959), ils ont formé, au sein des architectes de cette époque, «le trio bordelais» selon l'expression de Robert Coustet.
Très au courant des tendances nouvelles (il fit lire L'Esprit Nouveau à Henry Frugès qui connut Le Corbusier grâce à lui), Pierre Ferret eut une influence considérable dans l'histoire de l'architecture bordelaise autant par son enseignement théorique que par ses réalisations.

## Descendance
Pierre Ferret I est à l'origine d'une lignée d'architecte : son fils Claude Ferret, né en 1907, son petit-fils Pierre Ferret II, né en 1945 et son arrière-petite-fille Venezia Ferret née en 1984.

## Œuvres
- 1910 : hôtel Ferret[4], 80 avenue Carnot, Bordeaux ; labellisé « Patrimoine du XXe siècle » en 2007[5] ; après son divorce, il installe son nouveau ménage dans le bel hôtel Labottière et son atelier dans la maison familiale de la rue Emile-Fourcand avant de le transférer en 1927 plus près de son domicile rue de Tivoli[6].
- 1913 : 
  - maison de Paul Duten, 51 avenue Carnot, Bordeaux ; considérée par l'architecte comme un parfait exemple de l'architecture nouvelle, en rupture avec la tradition passéiste des demeures voisines[7]
  - projet (en collaboration avec Cyprien Alfred-Duprat) de palais des fêtes et de palais des Beaux-Arts sur les Quinconces à Bordeaux.
- 1913-1927 : transformation de l'hôtel Frugès de Bordeaux ; classé aux Monuments historiques en 1992.
- 1920 : hôtel Despax, 41 rue Durieu-de-Maisonneuve, Bordeaux ; hôtel particulier construit pour l'entrepreneur Marcel Despax ; adroit pastiche du XVIIIe siècle en harmonie avec le château Labottière auquel il fait face[8].
- 1920-1923 : Compagnie algérienne, 2 cours du XXX-Juillet (actuelle banque Courtois, en angle de rue, face au Grand Théâtre) ; très haut édifice de style néo-XVIIIe siècle[9].
- 1921 : projet d’hôtel des voyageurs sur la place des Quinconces.
- 1922 : hôtel particulier Guilhem[10], 15 rue Claude-Boucher (détruit par l'extension de la nouvelle Polyclinique Bordeaux-Nord).
- 1925 : 
  - aménagement de la tour des vins de Bordeaux[11] à l'exposition des Arts décoratifs de 1925 à Paris.
  - transformation de l'Hôtel Delor[12], 15 place Charles-Gruet, Bordeaux.
- 1930-1934 : groupe scolaire Jean-Jaurès au Bouscat (Gironde)[13].
- 1934 : crèche et bains-douches, place Adophe-Buscaillet[14], Bordeaux-Bacalan ; édifices de style art déco, labellisés Patrimoine du XXe siècle en 2007.

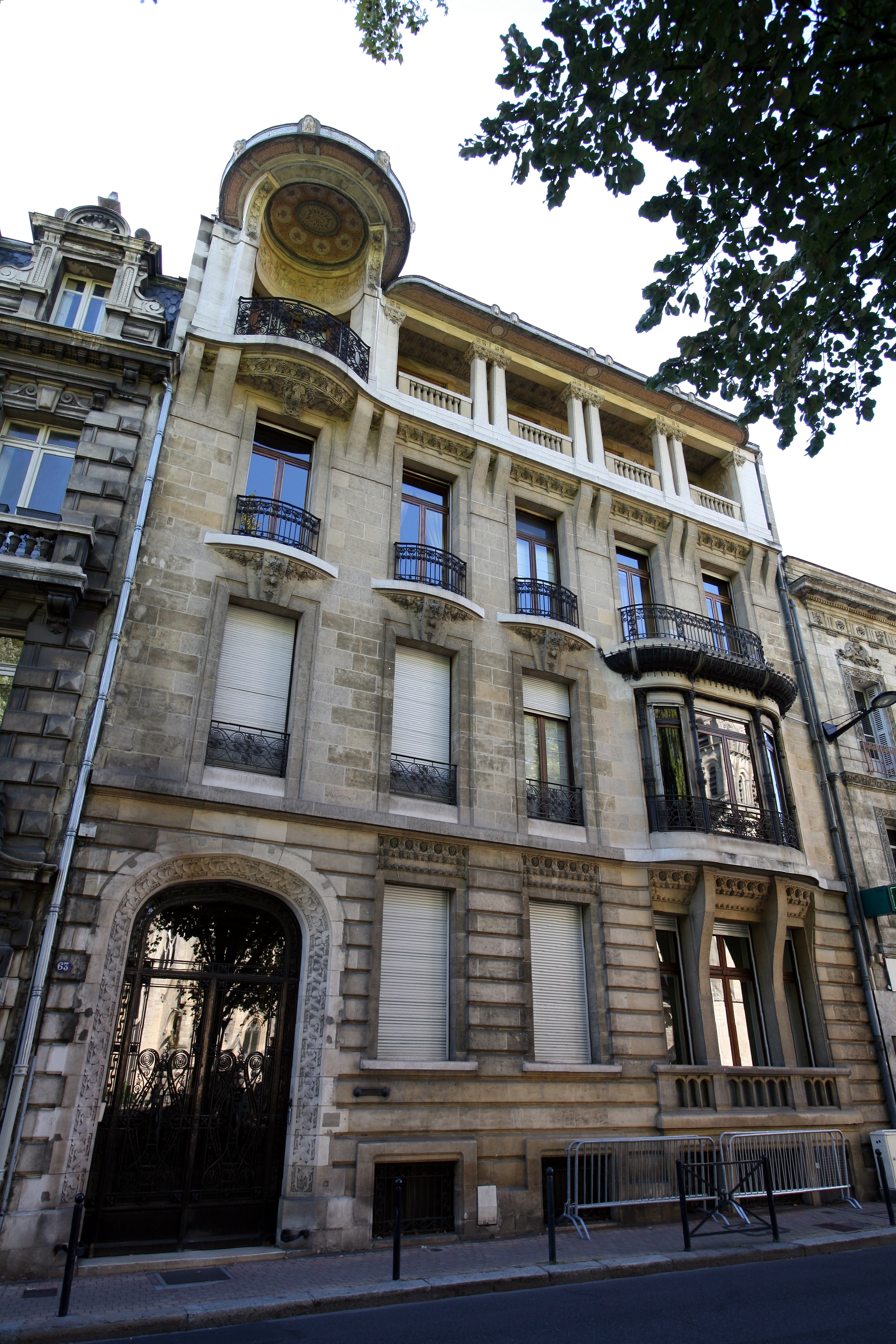
L'hôtel Frugès (1913-1927).
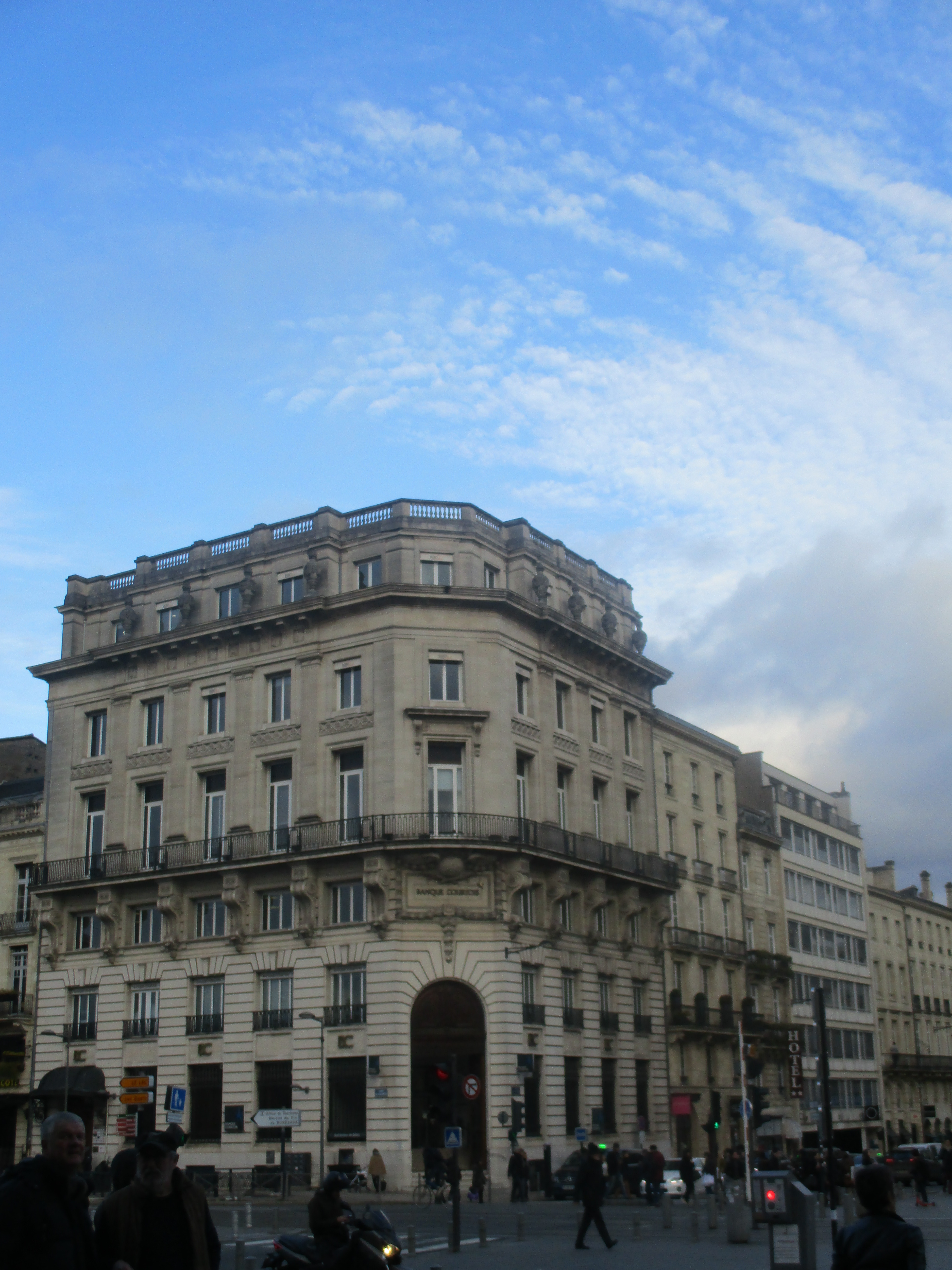
L'ancienne Compagnie algérienne, aujourd'hui siège de la banque Courtois (1920-1923).